# Condition des femmes au Japon
 (novembre 2024).
Motif : Stéréotypes, manque de sources, traductions bancales, manque de données chiffrées, illustrations à varier, sections manquantes
La condition des femmes au Japon a fortement régressé sous l'ère Edo avec l'avènement d'un patriarcat lié à l'instauration du confucianisme, et leur sort a empiré en 1898 avec un code civil directement inspiré du code Napoléon. Elles retrouvent une certaine égalité théorique de droits avec les hommes après la Seconde Guerre mondiale grâce à la Constitution de 1947 et obtiennent également le droit de vote. Mais elles ne bénéficient toujours pas de l'égalité dans l'éducation et sur le marché du travail. Toutefois, au XXIe siècle, elles rejoignent la population active en nombre croissant et bénéficient de plus d'expériences et de possibilités d'éducation. Pourtant, les Japonaises font toujours face à une culture d'entreprise largement dominée par les hommes.

## Histoire culturelle

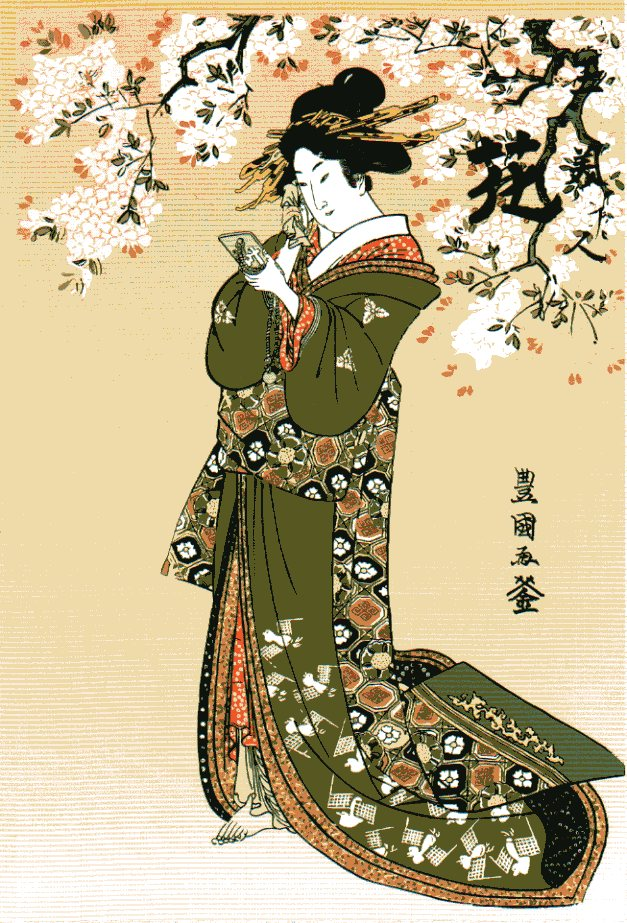
Ukiyo-e de Utagawa Toyokuni représentant une femme, fin de l'ère Edo.

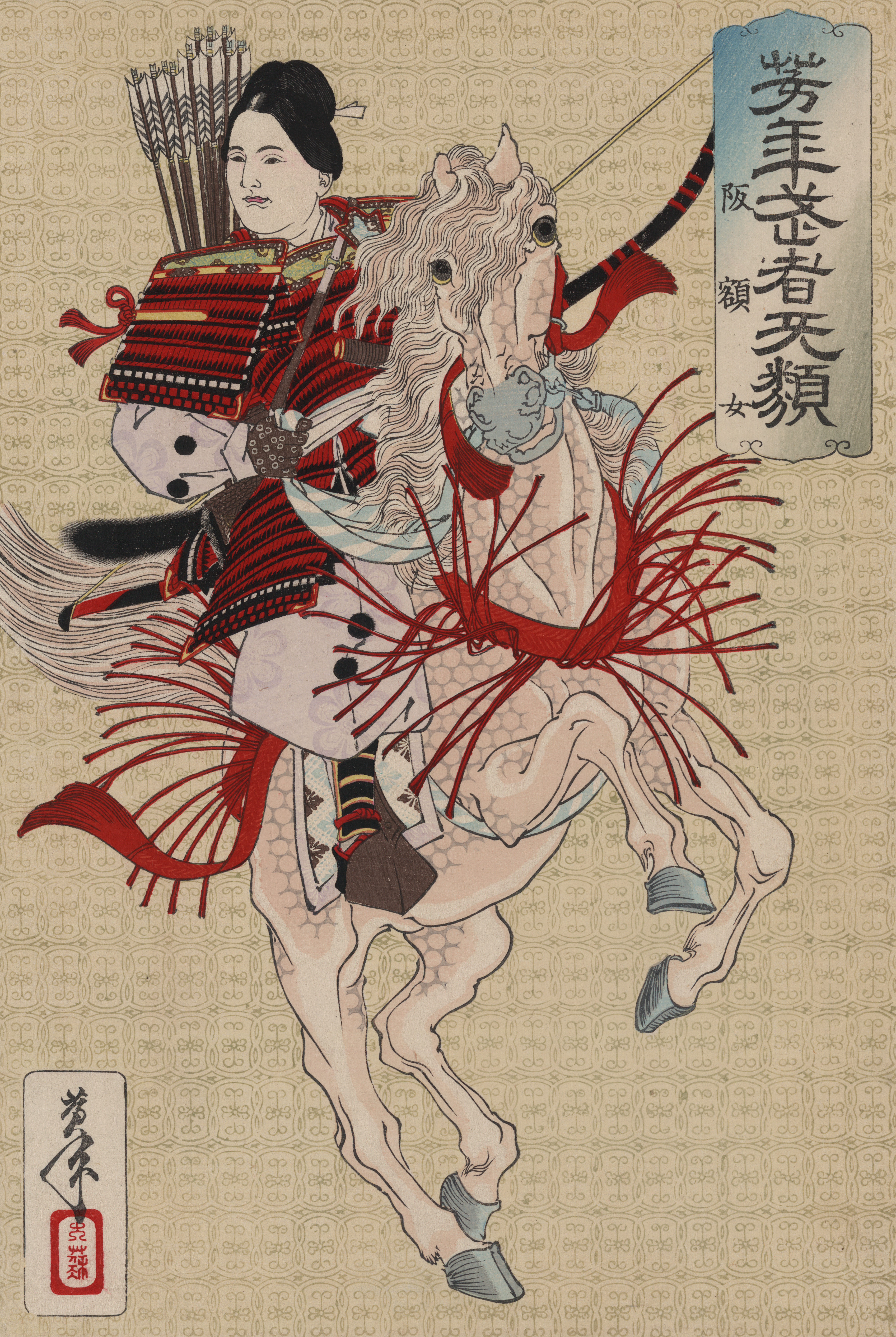
« Hangakujo ». Hangaku Gozen, dans la série de portraits de guerriers « Yoshitoshi mushaburui: A series of warriors by Yoshitoshi » par Yoshitoshi, vers 1885.

Le genre a longtemps été considéré comme un principe important de stratification au cours de l'Histoire du Japon, mais à la lumière des récentes découvertes cette notion est remise en question. L'élaboration culturelle des différences entre les sexes a varié au fil du temps et entre les différentes classes sociales.
La première impératrice régnante connue est Suiko, dont le règne va de 593 à 628 ; aux VIIe siècle et VIIIe siècle, le Japon a des impératrices (comme Kōgyoku, impératrice de 642 à 645 puis de 655 à 661 sous le nom de Saimei et Jitō, impératrice de 686 à 697) ; la dernière impératrice régnante sera Go-Sakuramachi entre 1762 et 1771. Au XIIe siècle (époque de Heian), par exemple, les femmes au Japon peuvent hériter de biens en leurs propres noms et les gérer par elles-mêmes : « Les femmes pouvaient posséder des biens, être éduquées et étaient autorisées, si elles étaient discrètes, à prendre des amants (sic) »[réf. nécessaire]. Il existe également des exemples de femmes occupant des postes élevés dans la société au cours de l'époque de Kamakura (1185–1333) et les documents laissés par le missionnaire portugais Luís Fróis au XVIe siècle décrivent comment les Japonaises à l'époque pouvaient choisir de se marier et divorcer librement, pratiquer des avortements et avoir librement des relations sexuelles. On croit à présent qu'en raison de l'influence de l'animisme shinto, les femmes et les rapports sexuels étaient considérés comme divins dans le Japon ancien. Il a existé des femmes guerrières, notamment les onna-bugeisha dans le Japon médiéval, mais d'autres époques ont aussi eu leurs combattantes ; certaines d'entre elles ont marqué l'image du Japon et même parfois acquis un statut de légende. Parmi celles-ci, se trouvent Tomoe Gozen (vers la fin du XIIe siècle), Hangaku Gozen (XIIIe siècle) et Nakano Takeko (1847-1868) qui participa et mourut dans la guerre de Boshin.

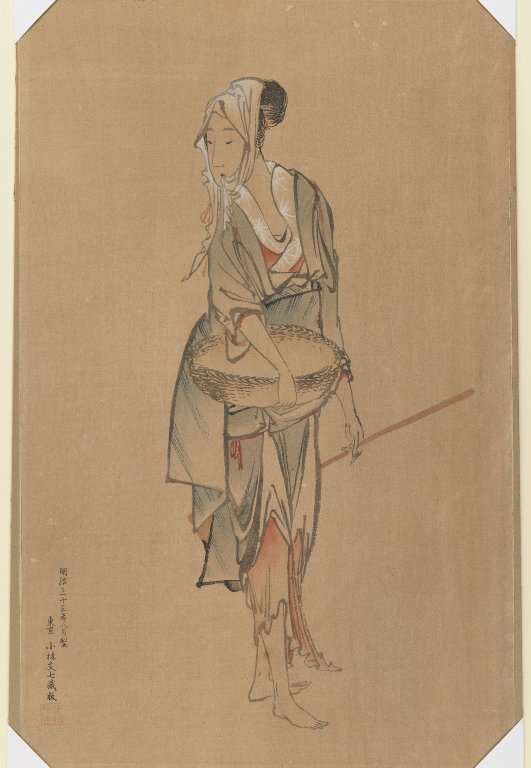
Fille au panier, vers 1897-1903.

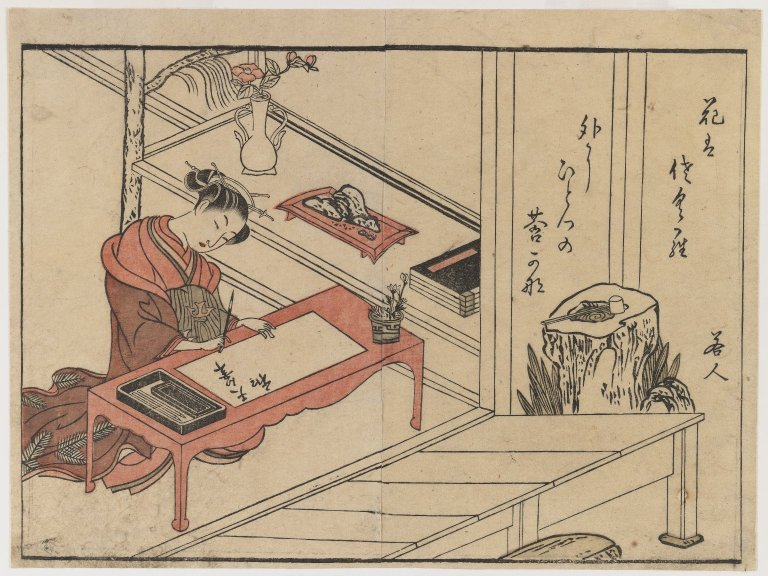
Une femme écrivant (vers 1764-1768), Suzuki Harunobu.

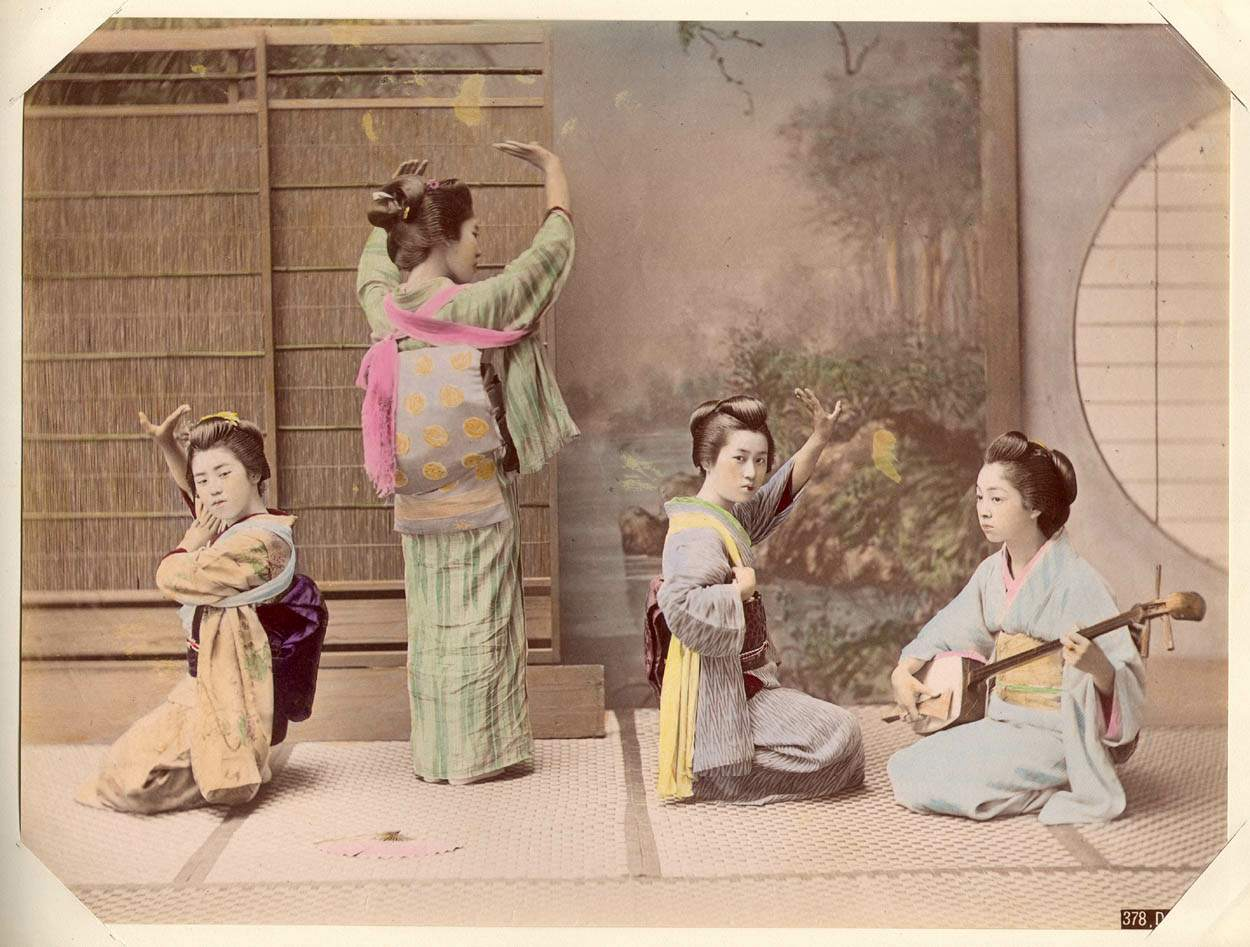
Danse traditionnelle japonaise.

C'est à partir de la fin de l'époque d'Edo (vers 1600 jusqu'à 1868) que le statut des femmes commence à régresser, avec l'introduction du confucianisme par le shogun Tokugawa, qui instaure un système patriarcal. Au cours de l'ère Meiji (entre 1868 et 1912), l'industrialisation et l'urbanisation diminuent l'autorité des pères et des maris mais à la même époque, alors que le féminisme est naissant, une loi de 1890 interdit tout rassemblement politique. Huit ans plus tard, le code civil Meiji de 1898 (en particulier l'introduction du système « ie »), directement inspiré du code Napoléon, dénie aux femmes leurs droits inaliénables et les asservit à la volonté des chefs de ménage,, bien que certains éléments de preuve récemment venus à la lumière indiquent que le système patriarcal à l'époque était largement pour la façade (décrit comme un tatemae) et que les sexes étaient encore largement à égalité.

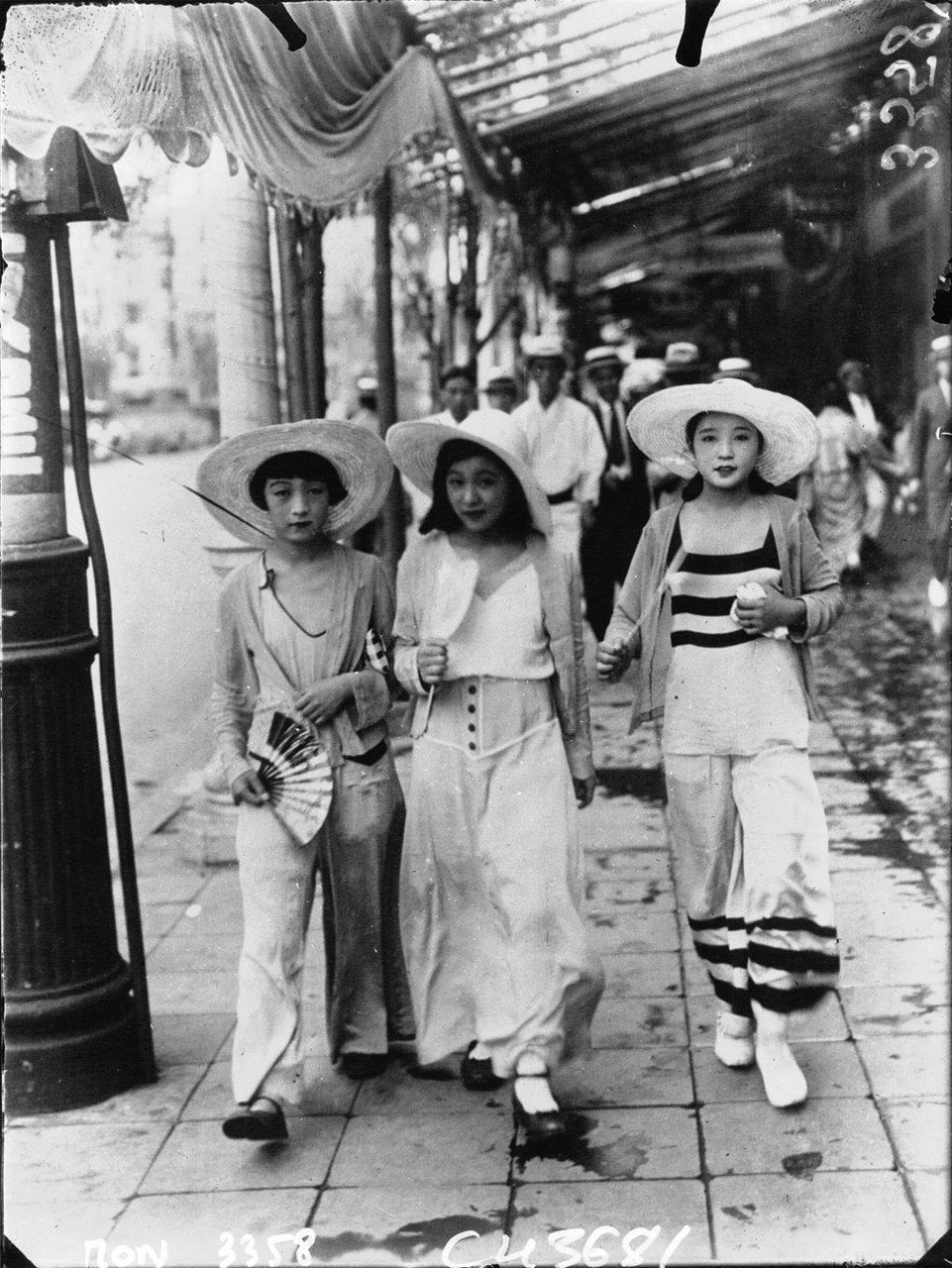
Jeunes « mogas » (modern girls) marchant dans une rue de Ginza en 1928.

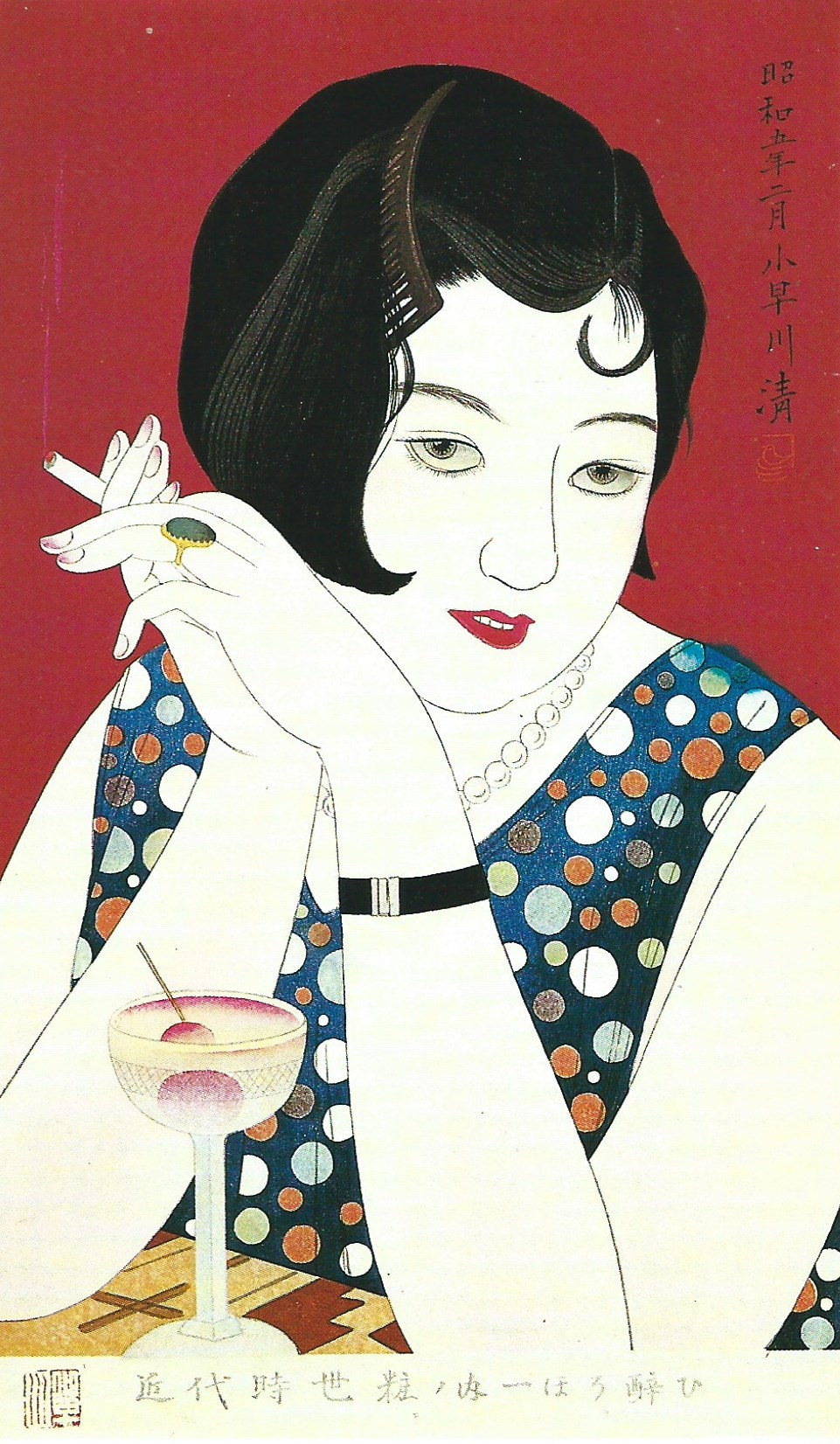
Une impression de gravure sur bois de « Modan Gāru » (« modern girl »), 1930.

Dans les années 1920 apparaît le phénomène des modern girls.
Après la Seconde Guerre mondiale, la situation juridique des femmes est redéfinie par les autorités d'Occupation du Japon qui incluent la clause de droits égaux dans la Constitution de 1947 et le Code civil révisé de 1948. Les droits individuels ont préséance sur les obligations vis-à-vis de la famille. Aux femmes comme aux hommes sont garantis les droits de choisir leurs conjoints et leurs professions, d'hériter et de posséder des biens en leur nom propre et de conserver la garde de leurs enfants. Le gouvernement japonais fournit des femmes japonaises comme prostituées aux troupes d'occupation alliées sous le couvert de l'Association pour les loisirs et l'amusement.
Les colons japonais envoyés au Mandchoukuo et en Mongolie intérieure durant la Seconde guerre sino-japonaise sont partiellement évacués à la fin du conflit, la plupart des Japonais retournant au Japon. La majorité des nationaux laissés en Chine sont des femmes, lesquelles épousent surtout des Chinois et sont appelées « épouses de guerre échouées » (zanryu fujin). Parce qu'elles ont des enfants engendrés par des Chinois, les Japonaises ne sont pas autorisées à amener leurs familles chinoises avec elles au Japon aussi la plupart d'entre elles restent-elles en Chine. La loi japonaise ne permet qu'aux enfants engendrés par des pères japonais de devenir citoyens japonais.
Les femmes obtiennent le droit de vote en 1947. Cela leur permet une plus grande liberté, l'égalité avec les hommes et un statut plus élevé au sein de la société japonaise. D'autres réformes d'après-guerre ouvrent les établissements d'enseignement aux femmes et exigent que les femmes reçoivent un salaire égal pour un travail égal. En 1986, la loi sur l'égalité des chances prend effet. Elle supprime notamment l'obligation légale de cessation du travail à la naissance du premier enfant, prône une égalité théorique sans toutefois prévoir de sanctions. Légalement, quelques obstacles à la participation égale des femmes à la vie de la société demeurent. Cependant, elles manquent encore d'opportunités dans le marché du travail en raison des longues heures de travail et de la domination masculine dans les lieux de travail.
Au Japon, certains emplois sont considérés comme « féminins ». Autrement dit, au Japon, le clivage hommes/femmes au travail est assumé. Les métiers en question sont particulièrement ceux de réceptionniste, secrétaire médicale, hôtesse de caisse, mais aussi tous les métiers de l’assistanat, tous secteurs confondus. Un assistant sera rarement un homme (mais là encore, le Japon n’est pas un cas isolé).
Les Japonaises, tout comme les hommes, aspirent à de belles carrières, sont de plus en plus nombreuses à faire de longues études. Il y a une réelle volonté de leur part de se sortir de ce schéma.
Le Japon se situe, en 2020, à la 121e place sur 149 pays dans le rapport du Forum économique mondial sur les inégalités entre les sexes. Selon l'avocate Yukiko Tsunoda, cette situation s'expliquerait en partie par le fait que les principes sexistes sont profondément ancrés dans le système judiciaire et remettent systématiquement en cause les droits des femmes : « Lorsque le code pénal a été créé en 1907, le Japon était une société extrêmement patriarcale […]. Le viol avait alors été criminalisé dans le but de s'assurer qu'une femme mariée ne porterait d'enfant que de son seul époux et qu'aucun autre homme ne pourrait avoir de rapport avec elle […]. C'était une loi de chasteté au seul service d'un mari ou d'un père de famille ». En 2017, le Japon a revu pour la première fois en 110 ans les lois concernant les agressions sexuelles, pour reconnaître les victimes masculines et rehausser la peine minimale de prison pour viol. Cependant, le fait qu'une victime soit obligée de prouver qu'elle ne pouvait pas résister a été maintenu dans la loi, malgré les protestations des experts. Une femme ayant divorcé ou devenue veuve doit attendre après un peu plus de trois mois avant de disposer du droit de se remarier. Jusqu'en 2016, ce délai était de six mois.

## Éducation et force de travail

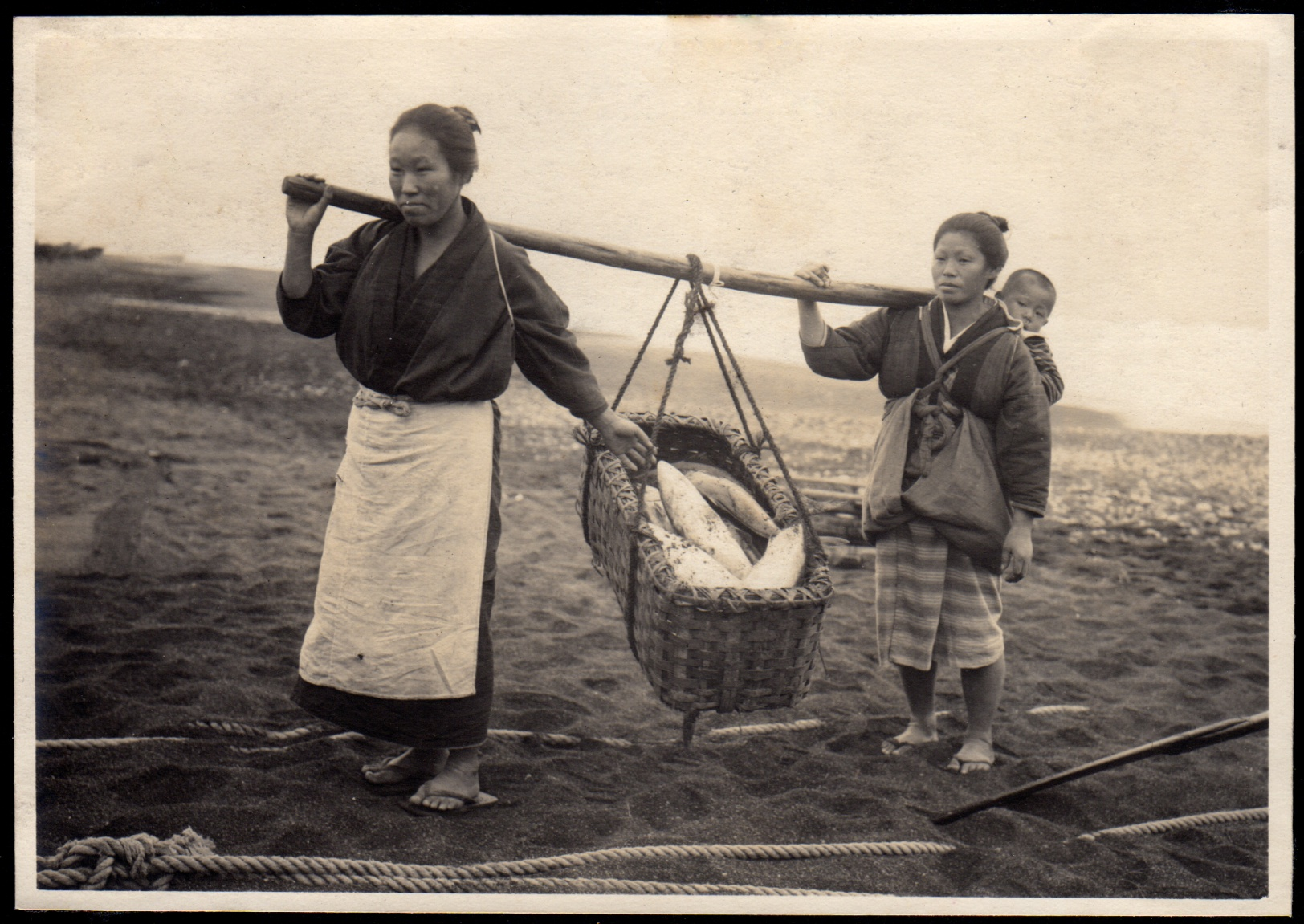
Travail : deux femmes transportant un panier de poissons (photo prise dans les années 1910).

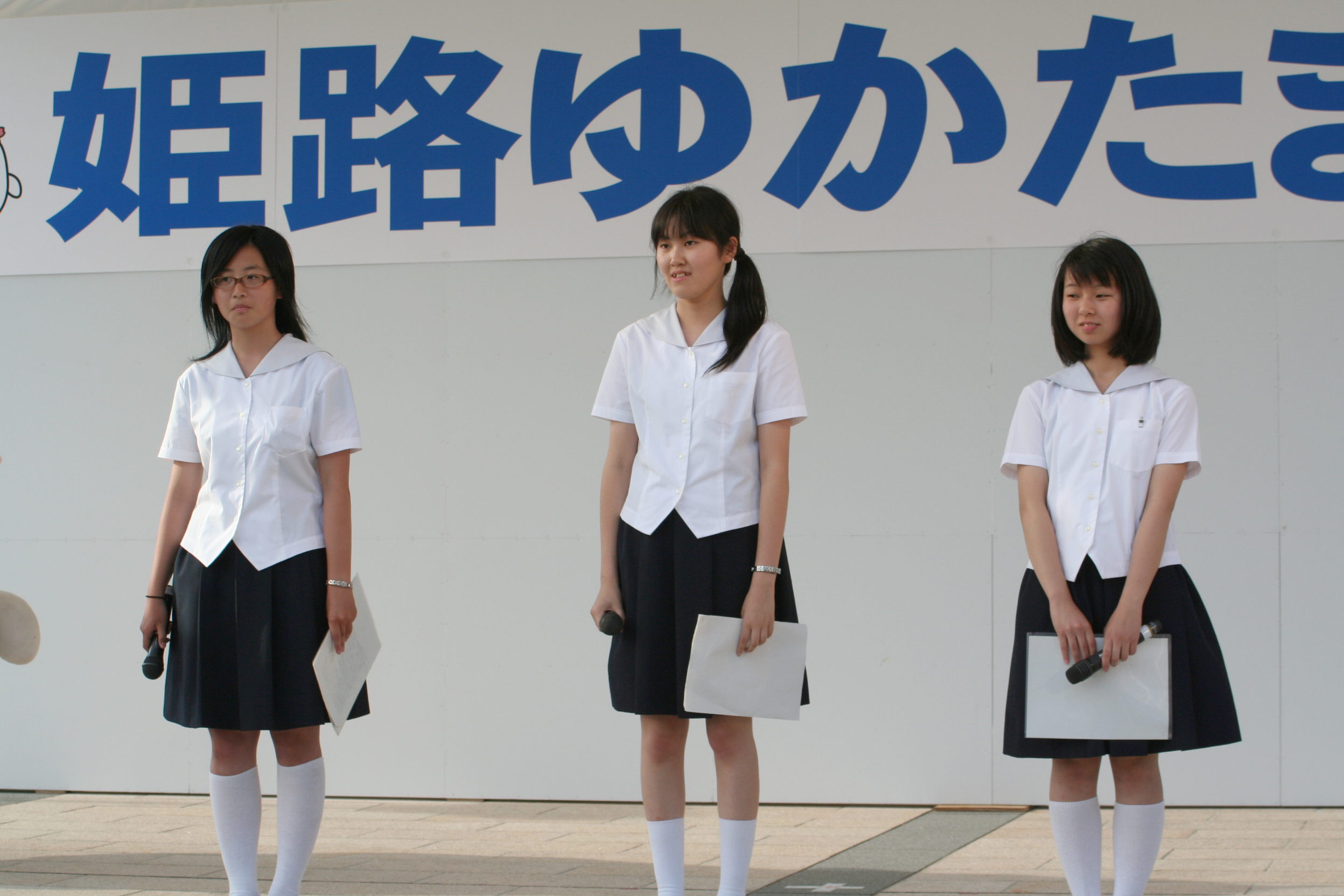
Lycéennes au Japon.

Au début du XXe siècle, les femmes travaillent en nombre, dans des proportions plus importantes qu'en Europe ou qu'aux États-Unis pour le secteur manufacturier. Les possibilités d'éducation des femmes se sont accrues au XXe siècle. Parmi les nouveaux arrivants sur le marché du travail en 1989, 37 % des femmes ont reçu une éducation au-delà de l'école secondaire supérieure contre 43 % des hommes, mais la plupart des femmes ont reçu leur éducation post secondaire dans des collèges juniors et des écoles techniques plutôt que dans des universités et écoles supérieures (voir Éducation au Japon).
Une nouvelle génération de femmes instruites est en train d'émerger, qui cherche une carrière de « femme active » sans mari ou enfants. Les Japonaises se joignent au marché de l'emploi en nombre sans précédent. En 1987, 24,3 millions de femmes travaillent (40 % de la population active) et elles représentent 59 % de l'augmentation du taux d'activité de 1975 à 1987. Le taux de participation des femmes dans la main-d'œuvre (le ratio de celles qui travaillent par rapport aux femmes âgées de quinze ans et plus) passe de 45,7 % en 1975 à 50,6 % en 1991 et aura atteint 50 % en 2000.
En 1890, environ 50 % de toutes les femmes de plus de quinze ans participent au marché de l'emploi. À cette époque, deux changements majeurs dans la force de travail des femmes sont à l’œuvre. Le premier est une évolution de l'emploi basée sur les ménages. Les paysannes et les femmes de familles d'artisans et de marchands ont toujours travaillé. L'entreprise individuelle devenant moins courante cependant, le modèle le plus habituel est la séparation du foyer et du travail, ce qui pose de nouveaux problèmes relatifs aux soins à l'enfant, aux soins aux personnes âgées et aux responsabilités attachées aux tâches ménagères. Le deuxième changement important est la participation accrue des femmes mariées à la force de travail.
Dans les années 1950, la plupart des femmes salariées sont jeunes et célibataires ; 62 % de la main-d'œuvre féminine en 1960 n'a jamais été mariée. En 1987, environ 66 % de la population active féminine est mariée et seulement 23 % est constituée de femmes qui n'ont jamais été mariées. Certaines femmes continuent à travailler après le mariage, le plus souvent dans des emplois professionnels et gouvernementaux mais leur nombre est faible. D'autres créent leur propre entreprise ou reprennent des entreprises familiales.
L'université de médecine de Tokyo a reconnu, en 2018, avoir manipulé les résultats de son examen d'entrée afin que les filles soient désavantagées. Dans les semaines qui ont suivi, neuf des 81 écoles de médecine du pays ont à leur tour reconnu avoir pratiqué la même politique discriminatoire.

### Changements dans la société japonaise et place de l'emploi

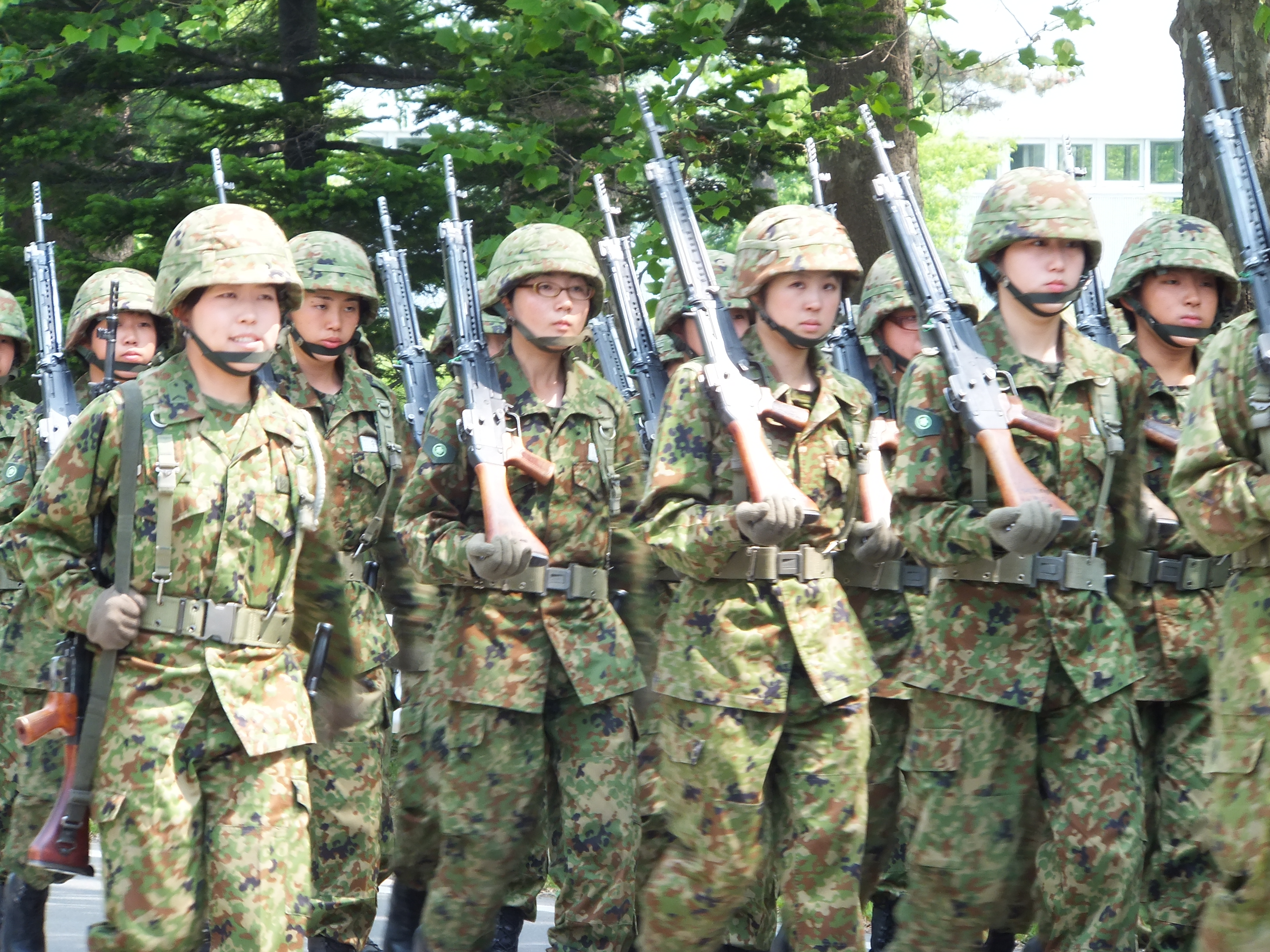
Bataillon féminin de la Forces japonaises d'autodéfense.

De façon plus générale, les femmes quittent leur emploi après le mariage puis y retournent après que leurs plus jeunes enfants sont scolarisés. Ces recrues d'âge moyen occupent généralement des emplois faiblement rémunérés à temps partiel dans les services ou en usine. Elles continuent d'avoir la responsabilité totale du foyer et des enfants et justifient souvent leur activité professionnelle comme une extension de leurs responsabilités du soin de leurs familles. Malgré un soutien juridique pour l'égalité et une certaine amélioration de leur statut, les femmes mariées ont compris que les emplois de leurs maris exigent de longues heures et un engagement extrême. Parce que les femmes gagnent en moyenne 60 % des salaires des hommes, la plupart ne trouvent pas avantageux de prendre à temps plein des postes de responsabilité après le mariage si cela ne laisse personne pour gérer le ménage et les soins aux enfants.
Le statut des femmes dans la population active change dans les années 1980, probablement en raison des changements induits par le vieillissement de la population (voir Vieillissement du Japon). L'allongement de l'espérance de vie, les familles réduites et les naissances rapprochées ainsi que la réduction de l'espoir d'être pris en charge dans la vieillesse par leurs enfants, tous ces éléments amènent les femmes à participer plus pleinement au marché de l'emploi. Dans le même temps, les possibilités d'emploi de services dans l'économie post-industrielle se multiplient et il y a moins de nouveaux diplômés de sexe masculin pour les combler.
Jusqu'en 1986, la loi permettait aux entreprises de faire signer à leurs salariées un contrat les obligeant à partir en cas de mariage. Si cette pratique, alors en vigueur dans la plupart des entreprises, n'est depuis lors plus autorisée, beaucoup d'entreprises contournent cette interdiction avec la mise en place d'un système à deux voies : l'une dite « voie globale », ouverte à la promotion, et l'autre dite « voie ordinaire », sans évolution de carrière possible. Les femmes doivent choisir l'une ou l'autre au moment de la signature de leur contrat mais retenir la première signifie se soumettre à de horaires difficiles et à de fréquentes mutations (à l'instar des hommes), laissant peu de place à une vie familiale. 
Certains de ces mêmes facteurs démographiques - faible taux de natalité et espérance de vie élevée — changent aussi les exigences des maris relativement aux conditions de travail. Les hommes par exemple, reconnaissent leur besoin d'un autre type de relation avec leurs épouses en prévision des longues périodes de retraite.
Le statut des Japonaises est modernisé. Aujourd'hui, les positions socio-économiques des femmes sont en train de changer ainsi que le discours politique relatif aux mères dans le Japon contemporain. Les universitaires féministes au Japon mettent l'accent sur le contenu des textes culturels dans leurs critiques du genre dans leur pays au lieu de la négociation et de l'interprétation des médias par les consommateurs.

### Les femmes et le travail dans le Japon duXXIesiècle
Au début du XXIe siècle, les Japonaises occupent une place croissante sur le milieu du travail. Cependant, les inégalités salariales avec les hommes sont considérables, notamment dans un pays dit « développé ».
D’après le Rapport sur la parité entre les hommes et les femmes publié en 2014 par le Forum économique mondial (WEF), le Japon arrive à la 102e place sur 142 États recensés en termes de participation et de perspectives économiques des femmes, et à la 104e place pour toutes catégories confondues.
Les horaires classiques ont également tendance à favoriser les hommes car la plupart des emplois nécessitent de longues journées de travail. Comme le souligne Soble, auteur de l'article du New York Times, à l'heure actuelle « les Japonaises gagnent 40 % de moins que les hommes en moyenne et occupent un seul poste de niveau de gestion sur 10 ». 
Les mères de famille finissent par abandonner leur travail ou prennent des emplois à temps partiel peu rémunérés parce qu'elles ont besoin de prendre soin de leurs enfants et ne peuvent se consacrer aux longues heures de travail qu'exigent la plupart des emplois. Prendre soin de la famille et des ménages est toujours considéré comme un rôle à prédominance féminine. Même avec l'introduction de plus de femmes dans la sphère publique et dans les entreprises, la vie privée du foyer reste dominée par les femmes. La tradition de la boîte obentō (voir Bentō), où les mères préparent des repas élaborés que leurs enfants emportent à l'école, contribue à perpétuer le rôle des femmes comme étant celle qui est à la maison et prend soin de ses enfants. Par rapport à cette tâche traditionnelle qui leur est assignée, le travail à l'extérieur est considéré comme secondaire. Lorsque cette attribution des rôles commencera à se modifier afin que les femmes et les hommes partagent les tâches ménagères et le travail, apparaîtra une société d'égalité des sexes où les rôles ne seront pas prescrits et donc aliénants.
Bien souvent relégué au statut de « office lady » « OL », qui s’emploient aux taches de subalternes, les japonaises n'ont que très peu de perspective de progression dans leur entreprise. De plus elles subissent aussi beaucoup de harcèlement au travail. 
Par ailleurs, certains économistes affirment que si davantage de femmes travaillaient, le Japon aurait une force de travail plus importante et sa situation économique s'améliorerait. Comme l'affirme l'article, « Le Japon utilise seulement la moitié de sa population, alors comment peut-il soutenir la concurrence internationale? ». Un meilleur système de soutien ou un horaire de travail quotidien plus court doivent être mis en place afin que le milieu professionnel ne favorise pas les hommes ou les femmes sans enfant mais aussi les mères. Plus de femmes seront ainsi en mesure de contribuer à l'économie, ce qui augmenterait leur croissance économique.
En outre, les femmes ont du mal à prendre de l'avance dans leurs fonctions ou à consacrer du temps à la socialisation après les heures de bureau, ce qui constitue une partie importante du travail dans certains domaines. Cela peut les amener à ne pas accepter un emploi qui ne leur permettrait pas à la fois de prendre soin de leurs enfants et de leur emploi. Les hommes ou les pères qui travaillent sont aussi soumis aux obligations sociales d'après les heures de bureau et ne sont donc pas en mesure de prendre soin de leurs enfants, laissant à la place les femmes s'en occuper et donc moins travailler (voir salaryman). Alors que le Japon a fait des progrès dans la qualité de l'égalité des sexes sur les lieux de travail, des mesures doivent encore être prises afin que les familles avec enfants aient la possibilité réaliste d'avoir deux parents qui travaillent à temps plein tout en élevant leurs enfants. Moins d'heures de travail, des horaires plus souples, moins de devoirs après les heures de bureau et un salaire égal pour les femmes et les hommes, toutes modifications qui doivent être mises en place pour veiller à ce que ces changements se produisent en milieu professionnel - afin d'améliorer l'économie japonaise dans son ensemble.
La proportion de cadres féminines dans les entreprises privées stagne à 9 % environ, et est encore plus faible pour les postes plus élevés de direction. L'écart des salaires est de 25 % en 2020, contre 40 % dans les années 1990.

## Geisha
(mars 2016).

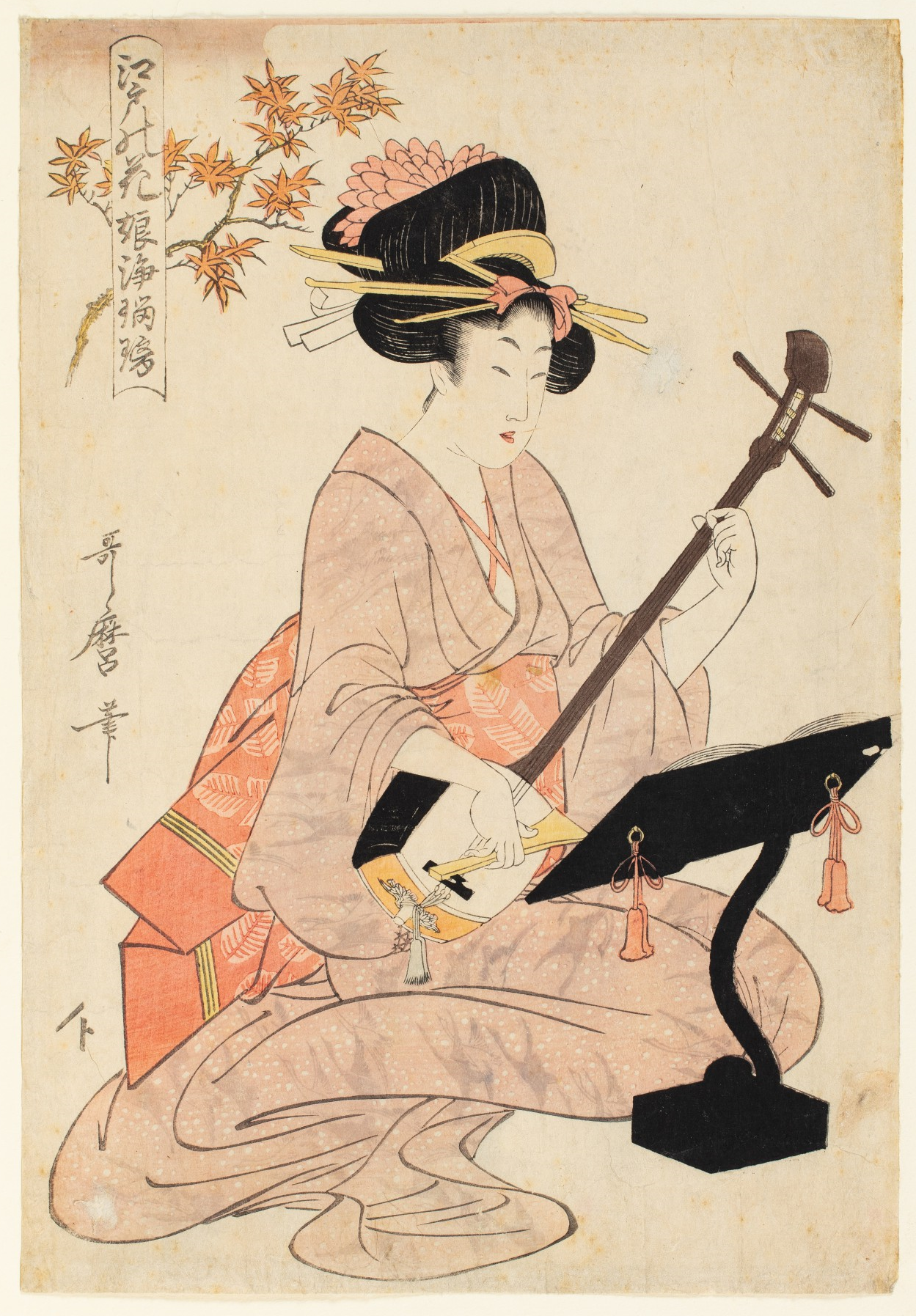
Geisha jouant du shamisen, ukiyo-e de 1803.

Souvent, lorsqu'est évoquée la Japonaise, beaucoup pensent aux geisha, artistes traditionnelles qui agissent comme hôtesses et dont les compétences consistent à exécuter divers arts japonais tels que la musique japonaise traditionnelle, la danse, des jeux et à entretenir une conversation, principalement pour divertir une clientèle masculine.
Afin de ne pas être confondues avec des prostituées, les performances et pratiques des geisha sont tout à fait légales. Les geisha diffèrent également des prostituées à bien des égards, l'un étant la façon dont elles lient leur obi. Les geishas le nouent dans le dos, ce qui signifie qu'elles ont besoin d'aide pour l'attacher. Les prostituées quant à elles les attachent à l'avant, ce qui rend facile de le dénouer par elles-mêmes.
Ces femmes sont formées très sérieusement en tant qu'artistes qualifiées. Elles doivent suivre un programme de formation dès leur jeune âge et travaillent généralement jusqu'à dans leurs années quatre-vingt et plus. Les compétences qu'elles ont acquises vont des danses culturelles au service du thé et ce processus peut durer de six mois à trois ans.
Il existe différentes étapes pour devenir geisha. Une jeune fille de moins de 20 est appelée maiko (littéralement « fille de danse »). Les maiko sont des apprenties geisha et cette étape peut durer des années. Les maiko se forment auprès de geisha confirmées qui leur servent de mentor et les suivent dans tous leurs engagements. Puis, vers l'âge de 20-22, la maiko est promue geisha à part entière lors d'une cérémonie appelée erikae (« changement de col »).
Le maquillage coutumier de la geisha est si reconnaissable et spectaculaire que son application doit être très exacte. Cependant, l'apparence d'une geisha est en constante évolution tout au long de sa carrière. Lorsqu'elle est maiko, la jeune fille est fortement maquillée avec des sourcils courts mais comme elle grandit et devient geiko établie, le maquillage s'adoucit et les sourcils poussent davantage.

## Beauté
(mars 2016).
Pour atteindre ladite féminité quelques normes de beauté sont attendues. Dans le visage d'une Japonaise, chaque trait doit être petit, sauf les yeux. Les grands yeux sont admirés, surtout quand ils ont des « doubles paupières ».
L'aspect général de la Japonaise est également de préférence menu, pour atteindre à nouveau l’idéal féminin petit et fragile. Cependant, le « fétichisme » de ce qui est étranger a récemment augmenté, ce qui signifie que les femmes plus pulpeuses comme celles de la culture occidentale sont jugées plus désirables. En ce qui concerne la peau, plus une femme est pâle, plus belle, elle est jugée. Les Japonaises prennent soin de ne pas être exposées au soleil et des lotions sont même vendues pour rendre la peau plus blanche. Les Japonaises, en particulier les jeunes femmes, idéalisent le visage blanc et les joues roses qui les fait paraître plus innocentes. Cet aspect caractéristique est populaire, par exemple chez le groupe de chant pop féminin AKB48.
Le kimono, habit traditionnel, n'est pas réservé aux geishas. Il est porté lors occasions spéciales aussi bien par les femmes que par les hommes.

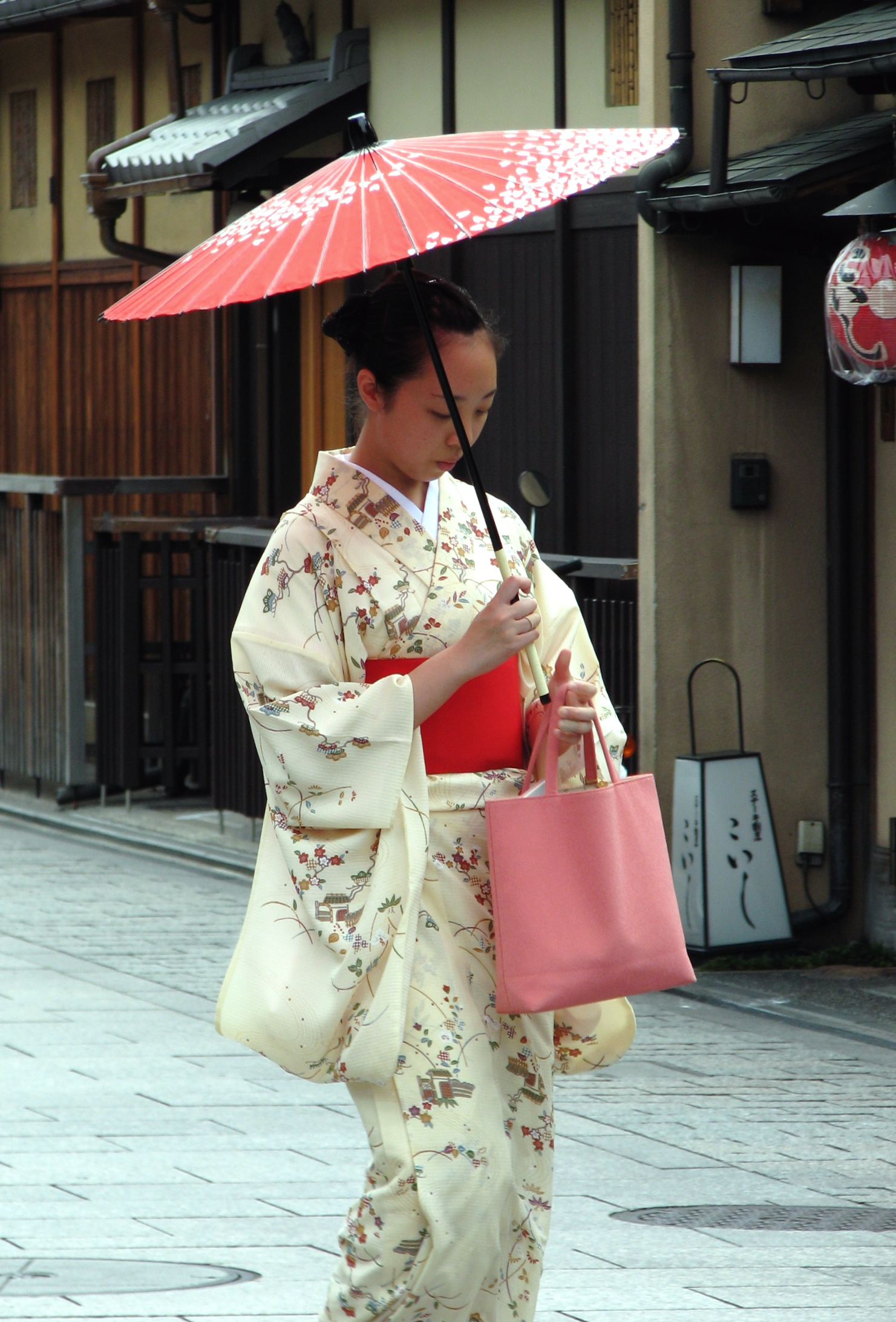
Femme en kimono à Kyoto.
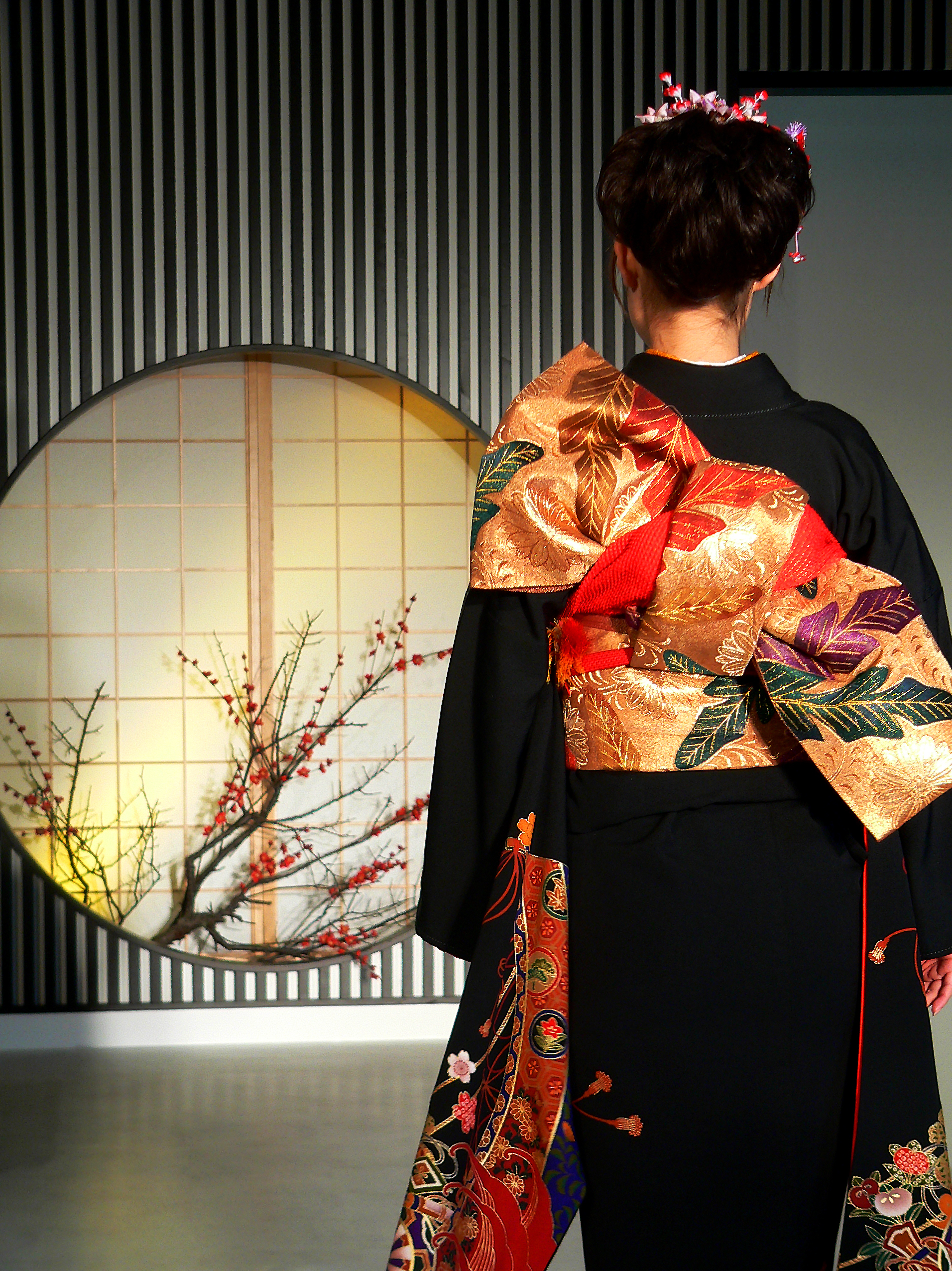
Kimono et obi.

## Industrie du sexe
Les femmes au Japon ont joué un rôle significatif dans la montée de l'industrie du sexe dans les temps modernes. Alors que la loi anti-prostitution de 1956 stipule que « Nul ne peut se livrer à la prostitution ni en être client », des failles, des interprétations libérales de la loi et une application laxiste ont permis à l'industrie du sexe de prospérer et de gagner environ 2,3 billions de yen (24 milliards de dollars) par an.
Au Japon, « l'industrie du sexe » n'est pas synonyme de prostitution. Comme la loi japonaise définit la prostitution comme « des rapports sexuels avec une personne non précisée en échange de paiement », la plupart des sex-clubs offrent des services sans coït afin de rester dans la légalité. Cela a conduit Joan Sinclair, l'auteure de Pink Box, à constater que l'industrie du sexe au Japon ironiquement « offre absolument tout ce qui est imaginable sauf du sexe ».

## Les femmes en politique

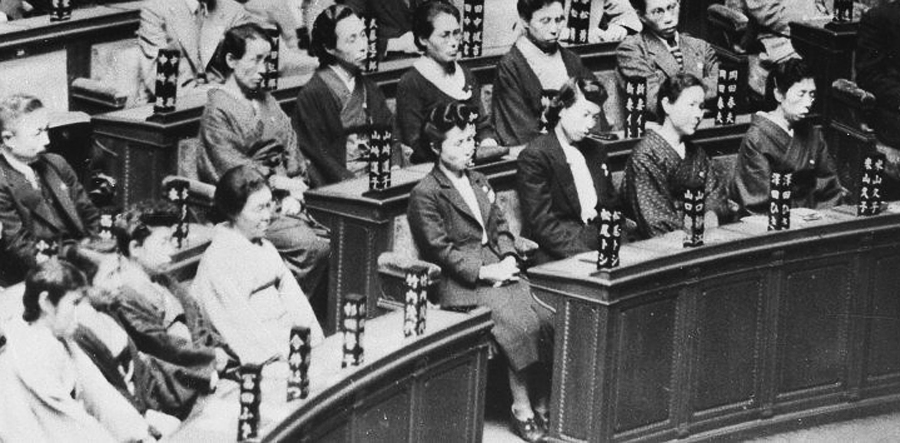
Premières parlementaires élues en 1946.

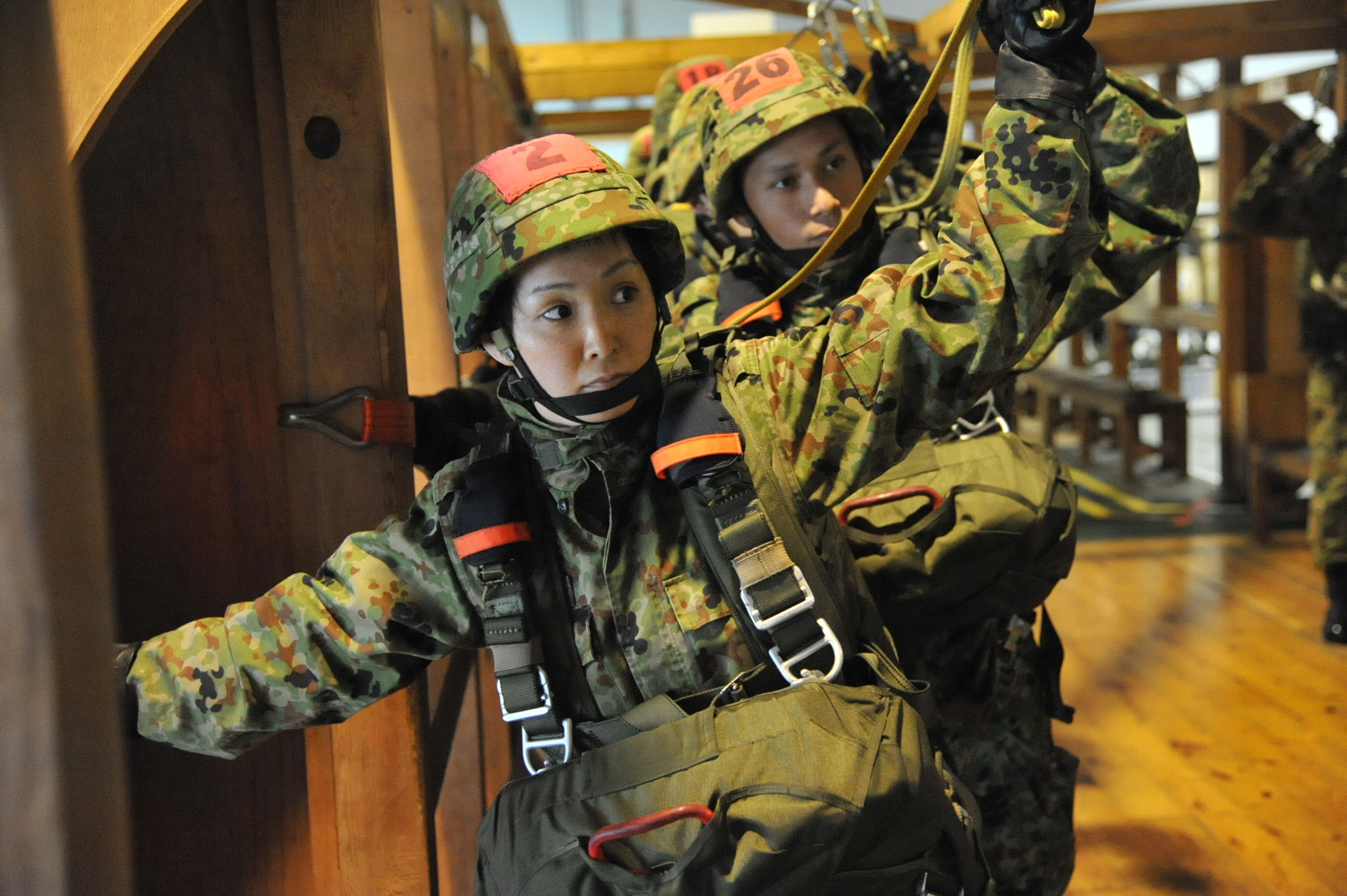
Reina Hashiba, première femme membre de la 1ère brigade aéroportée (Forces japonaises d'autodéfense) lors d'un exercice de saut en parachute.

La politique est traditionnellement une « affaire d'hommes » au Japon. En 2020, les femmes ne représentent que 10 % des parlementaires et le gouvernement du Premier ministre Yoshihide Suga ne compte que deux femmes sur vingt-et-un ministres. Les femmes sont encore très minoritaires aux postes d'élues locales, notamment à ceux de maires. La première femme élue à la tête d'une grande ville japonaise est l'avocate Harue Kitamura (en), qui accède à la tête de la mairie d'Ashiya en 1991.
Sous la pression du mouvement féministe japonais, le gouvernement a adopté en 2018 une loi visant à « promouvoir la participation commune des hommes et des femmes dans le domaine politique ». La loi n'a cependant pas un caractère contraignant, le Parti libéral-démocrate ayant refusé d'y inscrire l’obligation d’atteindre une « répartition équitable des candidatures d’hommes et de femmes » comme le demandaient les féministes. L’impact de cette loi, qui s'appliquait pour la première fois à l'occasion des élections législatives de 2021, a été très limité, les partis politique n'ayant investi que peu de femmes : 9,7 % pour le PLD, 18, 4 % pour le Parti démocrate constitutionnel, 35,4 % pour le Parti communiste japonais et 60 % pour le Parti social-démocrate, lequel ne présentait toutefois que dix personnes. À l'issue du scrutin, la proportion de femmes élues à la Chambre des représentants a encore baissé, avec 45 députées sur 465 sièges, contre 47 pour la mandature précédente.
Les femmes politiques japonaises sont exposées à des attaques masculinistes comme le harcèlement ou des menaces de mort lorsqu’elles se mobilisent sur des thématiques relatives aux droits des femmes.
Nombre de femmes députées par élection
| 1946 | 1947 | 1949 | 1952 | 1953 | 1955 | 1958 | 1960 | 1963 | 1967 | 1969 | 1972 | 1976 |
| ---- | ---- | ---- | ---- | ---- | ---- | ---- | ---- | ---- | ---- | ---- | ---- | ---- |
| 39   | 15   | 12   | 12   | 9    | 8    | 11   | 7    | 7    | 7    | 8    | 7    | 7    |

## Les femmes dans la défense

### Avant 1954
Il a existé à l'époque des samouraï plusieurs femmes ayant combattu.

### Depuis 1954
En 1954, l'armée est réorganisée en Forces d’autodéfense. Dès le départ, il avait été prévu que des femmes soient engagées, bien qu’elles aient été limitées à des postes d’infirmières.
En 1967, sur fond de pénurie de personnel masculin, les Forces d’autodéfense terrestre étendent l’affectation des femmes à des postes civils (gestion du personnel, administration, approvisionnement, comptabilité, communications, etc.).
En 1992, les femmes sont admises à l’Académie nationale de défense du Japon, ce qui leur ouvre désormais la voie à la carrière d’officier.